# 斯捷潘尼夫卡 (阿爾切夫斯克區)
48°27′6″N 38°29′44″E / 48.45167°N 38.49556°E
斯捷潘尼夫卡（烏克蘭語：Степанівка）是位於烏克蘭東部的村莊，由盧甘斯克州阿爾切夫斯克區的卡迪伊夫卡市鎮負責管轄。該村始建於1903年，面積0.19平方公里，海拔高度234米，2001年人口13，人口密度每平方公里67.4人。